# Sekulära variationer
Sekulära variationer (av latin sæcularis, "som hör till seklet") är förändringar, trender, som är så långsamma att en eventuell tidsperiod har en längd på sekler eller mer.  Motsatsen är periodiska variationer - de har tillräckligt kort tidsperiod för att en människa ska kunna mäta eller uppleva en eller flera tidsperioder under sin livstid. Termen sekulär variation eller sekulär drift används såväl inom astronomi och meteorologi/klimatologi som andra områden där tidsserier kan tillämpas, såsom ekonomi, operationsanalys och biologisk antropologi.

## Exempel

### Astronomi
Inom astronomin brukar långperiodiska företeelser kallas för sekulära fenomen, vilket låter antyda att deras förklaring inte ligger nära till hands. Solstrålningens långsiktiga variation på grund av solens vandring i Vintergatan är en soleffekt, som bland annat återverkar på jordens klimat. Ett annat exempel på sekulär variation är månens sekulära acceleration, som orsakas av tidvattnet. Även planeter utsätts för sådan påverkan.

### Geofysik
Geomagnetisk sekulär variation syftar på förändringar i Jordens magnetfält. Fältet har variationer på tidsskalor från millisekunder till miljontals år, men de snabba svängningarna härrör mestadels från strömmar i jonosfären och magnetosfären. Den sekulära variationen är förändringar över tidsperioder om ett år eller mer, vilket avspeglar förändringar i jordens kärna. Fenomen som har samband med dessa sekulära variation innefattar geomagnetisk knyck, västlig avdrift och polomkastning.

### Ekonomi
Marknadstrender klassas som  sekulära, primära och sekundära avseende långa, medel respektive korta tidsrymder.  Affärsanalytiker identifierar marknadstrender genom teknisk analys.
Sill är en av de vanligaste fiskarterna. Den har periodvis fiskats i en omfattning som vi idag har svårt att förstå. Dessa så kallade sillperioder, ofta i Bohuslän, har i stort inträffat en gång per sekel och är omtalade i historien sedan urminnes tider.